# Vit Hrabar
Vit Hrabar (* 1. März 2006 in Izola) ist ein slowenischer Basketballspieler.

## Werdegang
Hrabar spielte im Nachwuchsbereich des Košarkarski Klub Koper Primorska, dann des Košarkarski Klub Domžale.
2023/24 spielte er für Saski Baskonias Reservemannschaft in der vierthöchsten Spielklasse Spaniens, EBA. Am 8. Februar 2024 erhielt er in Baskonias erster Mannschaft seinen ersten Einsatz in der Euroleague. Um weitere Spielerfahrung zu sammeln, wurde ihm im Vorfeld der Saison 2024/25 ein Zweitspielrecht für den Drittligisten CB Clavijo ausgestellt.

### Nationalmannschaft
2024 wurde er mit der Auswahl Sloweniens Dritter der U18-Europameisterschaft.